# 電子投票計數器

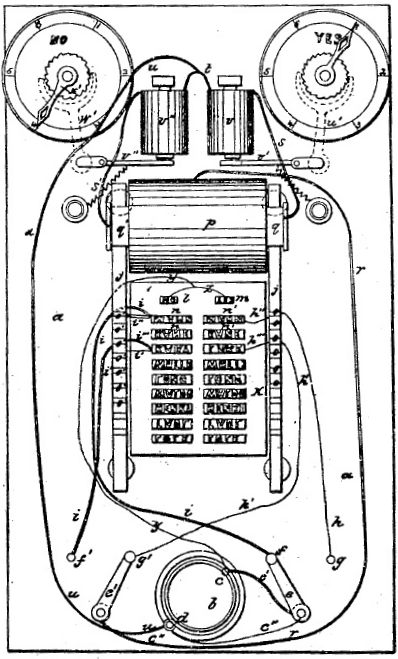
1869年6月1日，電子投票紀錄器，愛迪生的第一項專利。

電子投票計數器（英語：Electrographic Vote-recorder）也可以稱為電子投票紀錄器，是湯瑪斯·愛迪生發明的電氣設備，使用者直接按鈕，就可以投票給自己所支持的候選人使用这个设备可以准确、即时地记录选票。當時美国国会的參眾兩會議員對於這個裝置完全不感興趣，由於傳統投票方法可以臨時改變其他議員的投票結果，這項裝置不利於議員的政治利益，也可以算是一項失敗的發明。爱迪生的发明没有引起人们的兴趣，也从未被制造出来。但是，这是爱迪生一生1093项美国专利中的第一项，在某种程度上标志着他发明活动的开始。

## 歷史
1848年，法蘭西斯·史密斯、史帝芬·包曼與RE·摩納漢三人請願向美國眾議院提議開發機械投票系統，公共建設委員會的議員認為投票過程的現代化是沒有必要性，最後擱置議題。
當時報紙報導纽约州议会與哥伦比亚特区议会正在考慮使用機械紀錄器代替唱名表決，22歲的電報員湯瑪斯·愛迪生受到啟發，在1869年6月1日取得專利。把美國國會議員的姓名排成兩個上下直向排列的表格，分成左右兩側，一側是「同意」而另一側是「否決」，安裝在紀錄器上。當議員開始投票按下開關，經由電流傳送訊號到紀錄器，表格上的議員姓名會被顯示標記，此時同意與否決的兩個圓盤會各自記錄總票數。所有議員投票完成之後，操作人員把化學處理過的紙張放入紀錄器上的金屬管狀滾輪，最後把表決結果列印為統計表格。
愛迪生的同事德威特·羅勃茲花費100美元購得專利權，向美國國會議員展示紀錄器，但是國會的委員會主席完全不感興趣，也表示「如果地球上有任何發明是我們不想要的，肯定就是它」。由於傳統唱名表決的速度緩慢有可能改變原先預期的表決結果，而紀錄器的高效率統計方式完全不利於部分議員的政治利益，最後美國國會不採用這項發明。
美国众议院直到1973年1月23日才正式採用由法蘭克·萊恩負責監督的電子投票系統而且總共有331名議員參與首次電子投票，但是美国参议院至今依舊維持唱名表決。

## 特性

### 優點
- 可以減少排隊時間
- 可以使得投票更方便
- 可以使開票結果更正確
- 在計票方面可以減少人力
- 行動不方便者，可以在家使用

### 缺點
- 原本在排隊期間，資源較少的小黨派可以宣揚自己的政見，現在則不行。
- 選民思考要投給誰的時間較短。
- 可能有不法人士篡改程式，導致開票結果不正確。
- 造價昂貴。
- 監票困難。

## 外部連結
- Election Year Patents that Rocked the Vote （页面存档备份，存于） - 美国专利及商标局（页面存档备份，存于）